# Roger Golay
Pour les articles homonymes, voir Golay.
Roger Golay, né le 23 septembre 1959 à Genève (originaire du Chenit), est un homme politique suisse, membre du Mouvement citoyen genevois qu'il préside de 2012 à 2016.
Il est député du canton de Genève au Conseil national de fin 2013 à fin 2019 et depuis fin 2023.

## Biographie
Roger Golay naît le 23 septembre 1959 à Genève. Il est originaire du Chenit, dans le canton de Vaud.
Ancien gendarme de profession, il part à la retraite en 2012 à 52 ans avec le grade de maréchal de gendarmerie. Il a le grade de soldat à l'armée.

## Parcours politique
Il a été membre du parti Vigilance dans les années 1980, dont il a été président du mouvement jeunesse. Il intègre par la suite le MCG, avant d'être élu député au Grand Conseil du canton de Genève le 9 octobre 2005 puis réélu en 2009 et en 2013.
En avril 2012, il est élu président de son parti.
En novembre 2013, après l'élection de Mauro Poggia au Conseil d'État et à son renoncement au Conseil national, Roger Golay le remplace à Berne, en abandonnant lui-même son mandat au sein du Grand Conseil de Genève. En 2015, il est élu pour un second mandat de conseiller national.
En 2015, Roger Golay se présente à l'exécutif de la commune de Lancy, sans succès. L'année suivante, il est remplacé à la présidence du MCG par Ana Roch.
Il n'est pas réélu au Conseil National en 2019, mais se représente en 2023 et est élu à nouveau, avec deux autres membres du MCG. Il siège dans le groupe parlementaire UDC.

### Associations
Il est coprésident, avec Balthasar Glättli, de l'association Pro-Membro, qui assure la défense des personnes porteuses de prothèse de bras et de jambe.